# Rolls-Royce Spectre
La Rolls-Royce Spectre (initialement appelé Silent Shadow) est un coupé du constructeur automobile britannique Rolls-Royce, produite à partir de 2022. Elle est le premier modèle électrique du constructeur.

## Présentation
Le 31 mai 2021, le constructeur anglais dévoile le nom de la première Rolls-Royce électrique de l'histoire : la Silent Shadow, son nom faisant référence à la Rolls-Royce Silver Shadow produite de 1965 à 1980. Puis finalement en 2022, Rolls-Royce annonce que le premier modèle électrique de son histoire prendra le nom de Spectre.
La Rolls-Royce Spectre est présentée le 18 octobre 2022.

## Caractéristiques techniques
La Spectre repose sur la plateforme technique de sa cousine la BMW i7.
Sa calandre, la plus large de l'histoire du constructeur, est éclairée par 22 leds.

## Concept car
La Rolls-Royce Spectre est préfigurée par le concept car Rolls-Royce 103EX Concept présenté en 2016 à l'occasion du centenaire de la maison-mère BMW.